# フィリップ・ジンバルドー

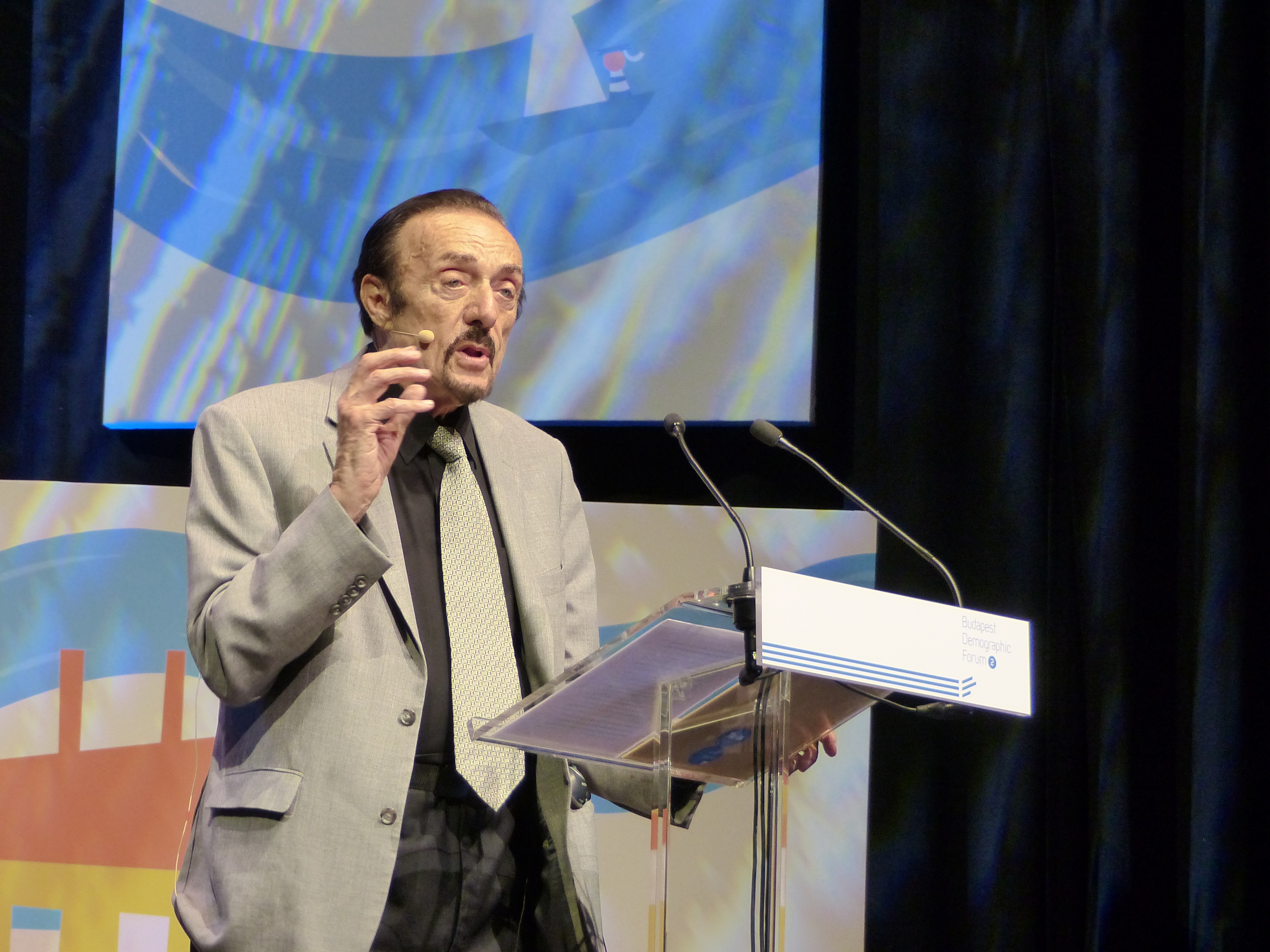
世界家族会議のセッションで講演するジンバルドー

フィリップ・ジンバルドー（Philip Zimbardo 1933年3月23日 - 2024年10月14日）は、アメリカ合衆国の心理学者であり、スタンフォード大学の名誉教授である。
ブルックリン大学卒、イエール大学大学院修了。スタンフォード監獄実験の責任者として知られている。
内気な人の研究『シャイネス』、善悪の彼岸を追究した『ルシファー・エフェクト』などの著作も有名。
2024年10月14日、サンフランシスコの自宅で死去。91歳没。

## 著作
- 『シャイネス第1～2部』 : 勁草書房 (1982.10)
- 『ジンバルドー心理学(1)～(3)』: サイエンス社 (1981/09～1983/01)
- 『心理学者、心理学を語る―時代を築いた13人の偉才との対話』 : 新曜社 (2008/11/25)
- 『迷いの晴れる時間術』 : ポプラ社 (2009/07)
- 『ルシファー・エフェクト ふつうの人が悪魔に変わるとき』 : 海と月社(2015/08)  - 『プリズン・エクスペリメント』として映画化。